# Ansobell
Ansobell (Ansovell en catalán y nombre oficial) es una entidad de población, capital del municipio de Cavá, en la comarca del Alto Urgel, provincia de Lérida, España. En 2006 tenía 33 habitantes. La otra entidad de población del municipio es El Querforadat.
El pueblo de Ansobell, de casas agrupadas con techo de tejas y algunos balcones de madera, está situado a la izquierda del río Cadí, en la vertiente norte de la sierra del Cadí, a 1338 m de altitud, bajo el collado del Boscal, en la vertiente del Roc del Moixol. Es mencionado por primera vez en 830 como parroquia de Nonsuvelle.
Antes de llegar al pueblo se encuentra la iglesia parroquial de San Martín, románica del siglo XII, de un sola nave, con la bóveda hundida y el ábside semicircular de la misma anchura.

## Santuario de El Boscal
A poco más de 1 km de Ansobell se encuentra el santuario de la Mare de Deu del Boscal, una ermita catalogada como Bien Cultural de Interés Local, a 1440 m de altitud. La iglesia tiene una sola nave, orientada al noroeste. Se accede por un portal situado al sudeste, en forma de arco de medio punto abovedado, coronado por un ojo de buey. El campanario en forma de torre está adosado a la cabecera, con ventanas de medio punto en las caras norte y sur.
Al santuario de Boscalt se sube en aplec dos veces al año. El primer sábado del mes de mayo, en cumplimiento del voto por haber liberado los pueblos de Ansovell y Cava de la peste, y el más importante el primer domingo de septiembre. Junto al santuario hay un boj centenario.